# Renault 5
Renault 5 – samochód osobowy klasy subkompaktowej produkowany pod francuską marką Renault w latach 1972–1996. 
Przez cały okres produkcji powstało prawie 5,5 miliona egzemplarzy modelu 5. Renault 5 uzyskało, podobnie jak Mini, status samochodu kultowego. W plebiscycie na Europejski Samochód Roku 1973 samochód zajął 2. pozycję (za Audi 80 B1).

## Pierwsza generacja

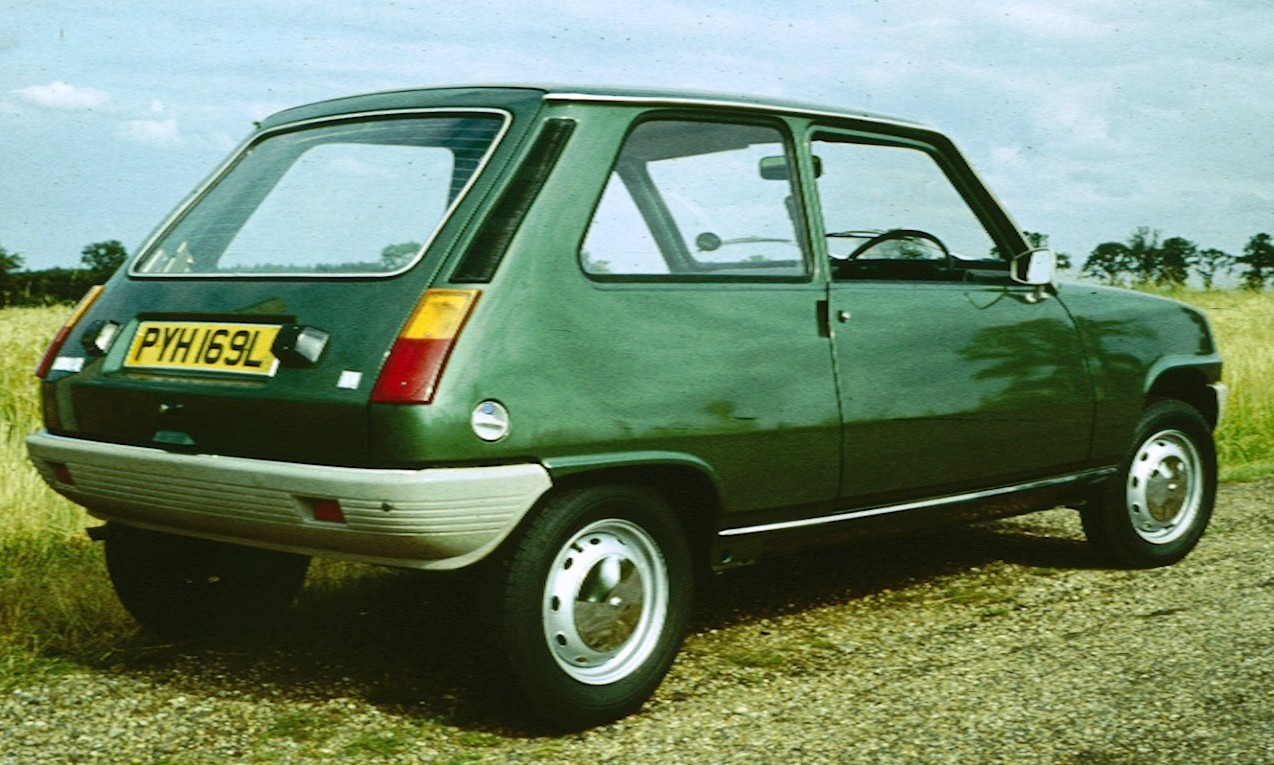
Tył nadwozia

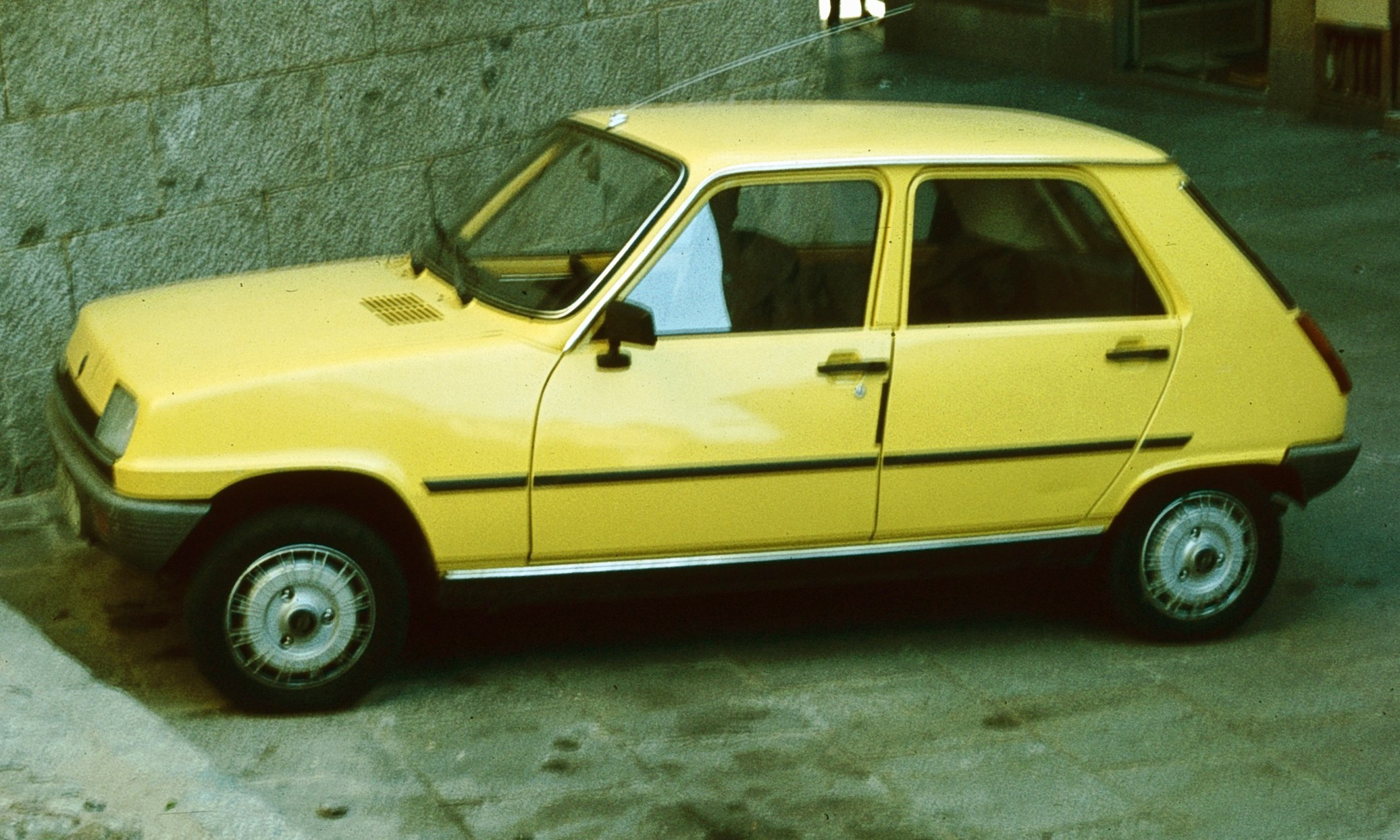
Wersja 5-drzwiowa

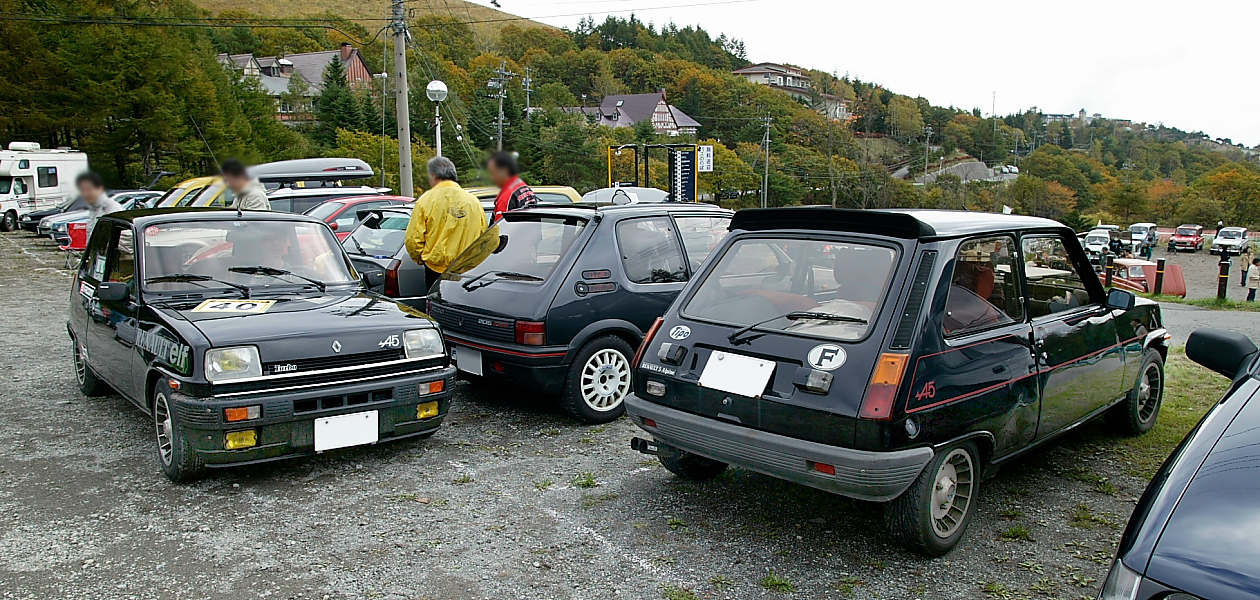
Renault 5 Alpine

Renault 5 został oficjalnie zaprezentowany 28 stycznia 1972 roku.
Pojazd zaprojektował Michel Boué, zmarł on przed premierą modelu. Trzydrzwiowe nadwozie typu hatchback cechowało się charakterystycznym ściętym tyłem. 
Od strony mechanicznej pojazd korzystał z rozwiązań użytych w Renault 4. Silniki montowane były wzdłużnie z przodu nadwozia, napędzały oś przednią. W zawieszeniu przedniej osi użyto drążków skrętnych. Jednostki napędowe typu OHV pochodziły z modeli R4 i R8, pojemność skokowa wynosiła od 850 do 1289 cm³. W późniejszych latach stosowano także silniki o objętości 1397 cm³. Pierwotnie produkowano dwie wersje: 5L z silnikiem o pojemności 0,8 l (782 cm³) i 5TL z silnikiem o pojemności 1 l (956 cm³), oba benzynowe R4.
Wczesne egzemplarze modelu miały drążek zmiany biegów umieszczony na desce rozdzielczej, został on w późniejszym czasie zastąpiony przez dźwignię zamontowaną w podłodze. Od 1978 wraz z silnikiem  1289 cm³ dostępna była przekładnia automatyczna. Udział egzemplarzy ze skrzynią automatyczną wynosił około 5% ogółu wyprodukowanych R5.
Silnik pojazdu przesunięto w głąb kabiny pasażerskiej, za skrzynię biegów. Rozwiązanie to pozwoliło na wygospodarowanie miejsca na koło zapasowe pod maską silnika, a zarazem zwiększenie przestrzeni użytkowej wewnątrz kabiny pasażerskiej i bagażnika. Wnętrze przedziału pasażerskiego oceniano na tle innych europejskich modeli podobnego rozmiaru jako "niezwykle przestronne" (ang.: "remarkably spacious"). Współczynnik oporu aerodynamicznego nadwozia wynosił 0,37, co na tle konkurencyjnych modeli było niską wartością (inne europejskie modele miały wartość najczęściej w okolicach 0,45).
Pojazd występował także jako 4-drzwiowy sedan pod nazwą Renault 7, produkcją zajmowała się FASA-Renault. Od 1979 Renault 5 dostępne było również jako 5-drzwiowy hatchback. Od marca 1981 z przekładnią automatyczną oferowany był większy i mocniejszy silnik 1.4 oferujący lepsze osiągi i niższe zużycie paliwa.
Model okazał się rynkowym sukcesem Renault, krótko po wprowadzeniu do sprzedaży ponad 60% sprzedawanych samochodów francuskiego producenta stanowiły R5.

### Renault 5 Alpine/Gordini
Od 1976 roku dostępna była usportowiona wersja 5 Alpine (w Wielkiej Brytanii Gordini). Wyposażona była w silnik 1,4 o mocy 93 KM (63 kW), połączony z 5-biegową skrzynią biegów. Z zewnątrz pojazd wyróżniał się obręczami kół ze stopów lekkich oraz światłami przeciwmgłowymi z przodu. Usztywniono także zawieszenie. W teście przeprowadzonym przez redakcję brytyjskiego magazynu Motor osiągnięto prędkość maksymalną 168,5 km/h i przyspieszenie 0-100 km/h na poziomie 9,7 s.

### Renault 5 Alpine Turbo/Gordini Turbo
W 1982 roku zaprezentowano Renault 5 Alpine Turbo, następcę wolnossących wersji Alpine/Gordini. Zastosowano ten sam co w poprzedniku silnik 1.4, dodano jednak turbosprężarkę Garrett T3, przez co moc maksymalna wzrosła do 112 KM (82 kW). W teście przeprowadzonym w 1982 roku przez redakcję magazynu Motor osiągnięto prędkość maksymalną 179,9 km/h i czas przyspieszenia 0-100 km/h równy 8,7 s.

### Renault 5 Turbo
Renault 5 Turbo było odrębną od wersji Alpine/Gordini Turbo konstrukcją z silnikiem zamontowanym centralnie napędzającym oś tylną. 

### Renault Le Car

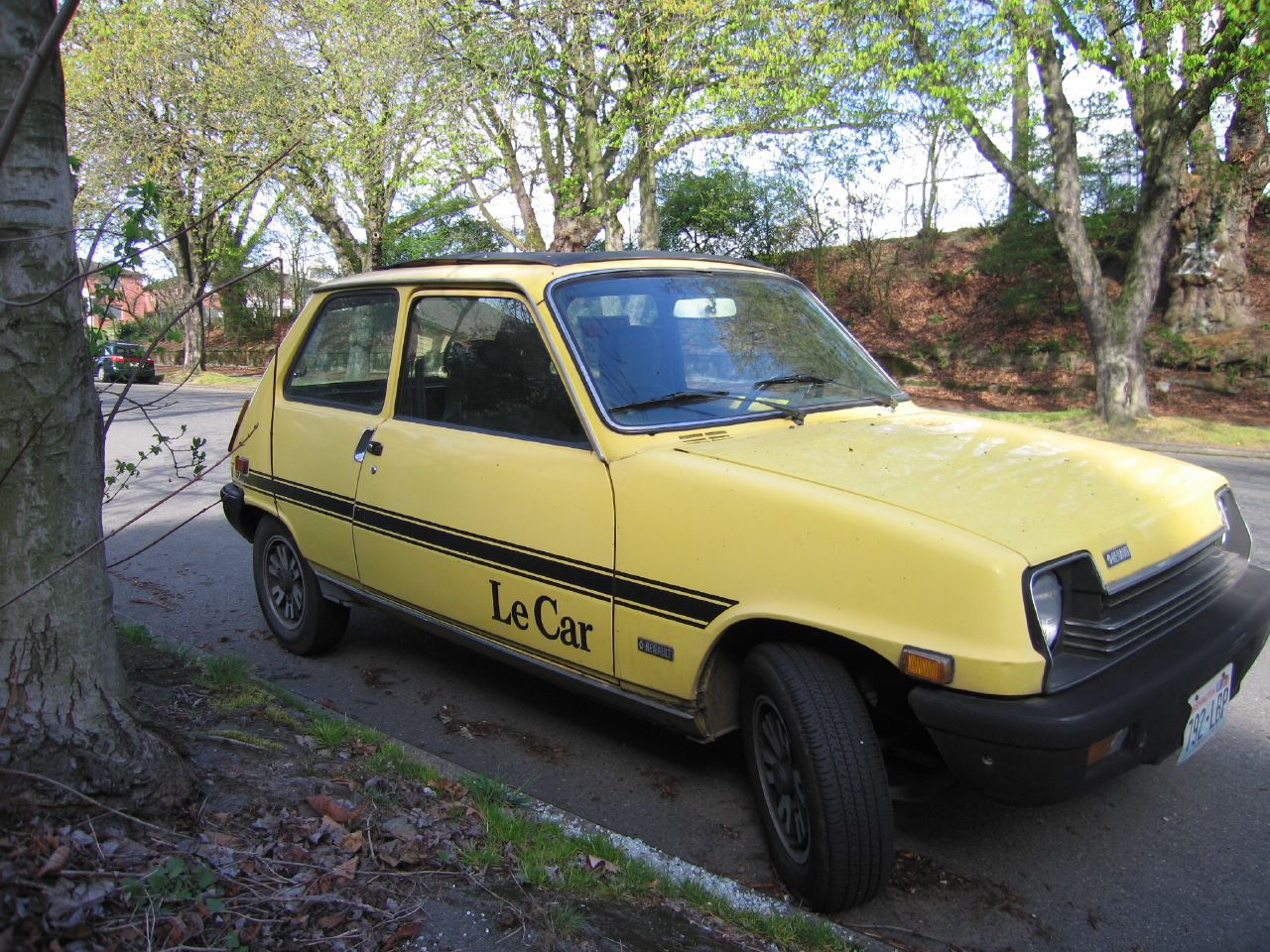
Wersja Le Car na rynek amerykański, sprzedawana przez AMC

Na rynku północnoamerykańskim pojazd zadebiutował w 1976 roku pod nazwą Le Car. American Motors (AMC) oferowało go poprzez 1300 swoich salonów, model konkurował na rynku z takimi samochodami jak Honda Civic czy Volkswagen Rabbit.
Pojazd reklamowany był w Stanach Zjednoczonych jako najlepiej sprzedający się samochód w Europie, który zadowolił miliony klientów. Le Car nie powtórzył jednak takiego sukcesu w USA, mimo że w testach chwalony był za ilość miejsca w kabinie pasażerskiej, komfort podróży oraz zużycie paliwa wynoszące (na 100 km) 6,7 l w trasie oraz 8,4 l w cyklu miejskim.
Samochód wyposażony był w silnik 1.4 o mocy 55 KM (41 kW). Do 1980 roku oferowany był wyłącznie jako 3-drzwiowy hatchback, wersja 5-drzwiowa dołączyła do oferty w 1981. Od rocznika 1980 model cechował się odświeżonym pasem przednim ze zmodernizowanym zderzakiem, atrapą chłodnicy oraz prostokątnymi reflektorami świateł mijania. Import pojazdu zakończono w roku 1983, sprzedaż w Kanadzie dobiegła końca w roku 1985.

### Dane techniczne
| Wersja             | Silnik:                         | Układ zasilania:   | Moc maksymalna:                                                     | Maks. moment obrotowy                               | 0-100 km/h:        | V-max:             | Śr. zuż. paliwa na 100 km: |
| Silniki benzynowe: | Silniki benzynowe:              | Silniki benzynowe: | Silniki benzynowe:                                                  | Silniki benzynowe:                                  | Silniki benzynowe: | Silniki benzynowe: | Silniki benzynowe:         |
| ------------------ | ------------------------------- | ------------------ | ------------------------------------------------------------------- | --------------------------------------------------- | ------------------ | ------------------ | -------------------------- |
| L                  | R4 0,8 l (782 cm³), OHV         | gaźnik             | 34 KM (25 kW) przy 5200 obr./min                                    | 52 N•m przy 3000 obr./min                           | b/d                | 120 km/h           | 6,7 l                      |
| 5                  | R4 0,8 l (845 cm³), OHV         | gaźnik             | 36 KM (26,5 kW) przy 5500 obr./min 37 KM (27 kW) przy 5500 obr./min | 57 N•m przy 2500 obr./min 58 N•m przy 2500 obr./min | 24,9 s b/d         | 123 km/h 126 km/h  | b/d                        |
| TI                 | R4 1,0 l (956 cm³), OHV         | gaźnik             | 44 KM (32 kW) przy 5400 obr./min                                    | 63 N•m przy 3500 obr./min                           | 21 s               | 136 km/h           | b/d                        |
| GTL                | R4 1,3 l (1289 cm³), OHV        | gaźnik             | 42 KM (31 kW) przy 5000 obr./min                                    | 82 N•m przy 2500 obr./min                           | 19,5 s             | 136 km/h           | 6,9 l                      |
| Autatic 1300       | R4 1,3 l (1289 cm³), OHV        | gaźnik             | 55 KM (40,5 kW) przy 5750 obr./min                                  | 94 N•m przy 2500 obr./min                           | 21,6 s             | 140 km/h           | b/d                        |
| Tx Campus          | R4 1,4 l (1397 cm³), OHV        | gaźnik             | 63 KM (46,5 kW) przy 5250 obr./min                                  | 101 N•m przy 3000 obr./min                          | b/d                | 155 km/h           | b/d                        |
| Alpine             | R4 1,4 l (1397 cm³), OHV        | gaźnik             | 92 KM (68 kW) przy 6400 obr./min                                    | 116 N•m przy 4000 obr./min                          | 10,1 s             | 173 km/h           | 8,5 l                      |
| Alpine Turbo       | R4 1,4 l (1397 cm³), OHV, turbo | gaźnik             | 110 KM (81 kW) przy 6000 obr./min                                   | 147 N•m przy 4000 obr./min                          | 8,4 s              | 185 km/h           | 8 l                        |

## Druga generacja

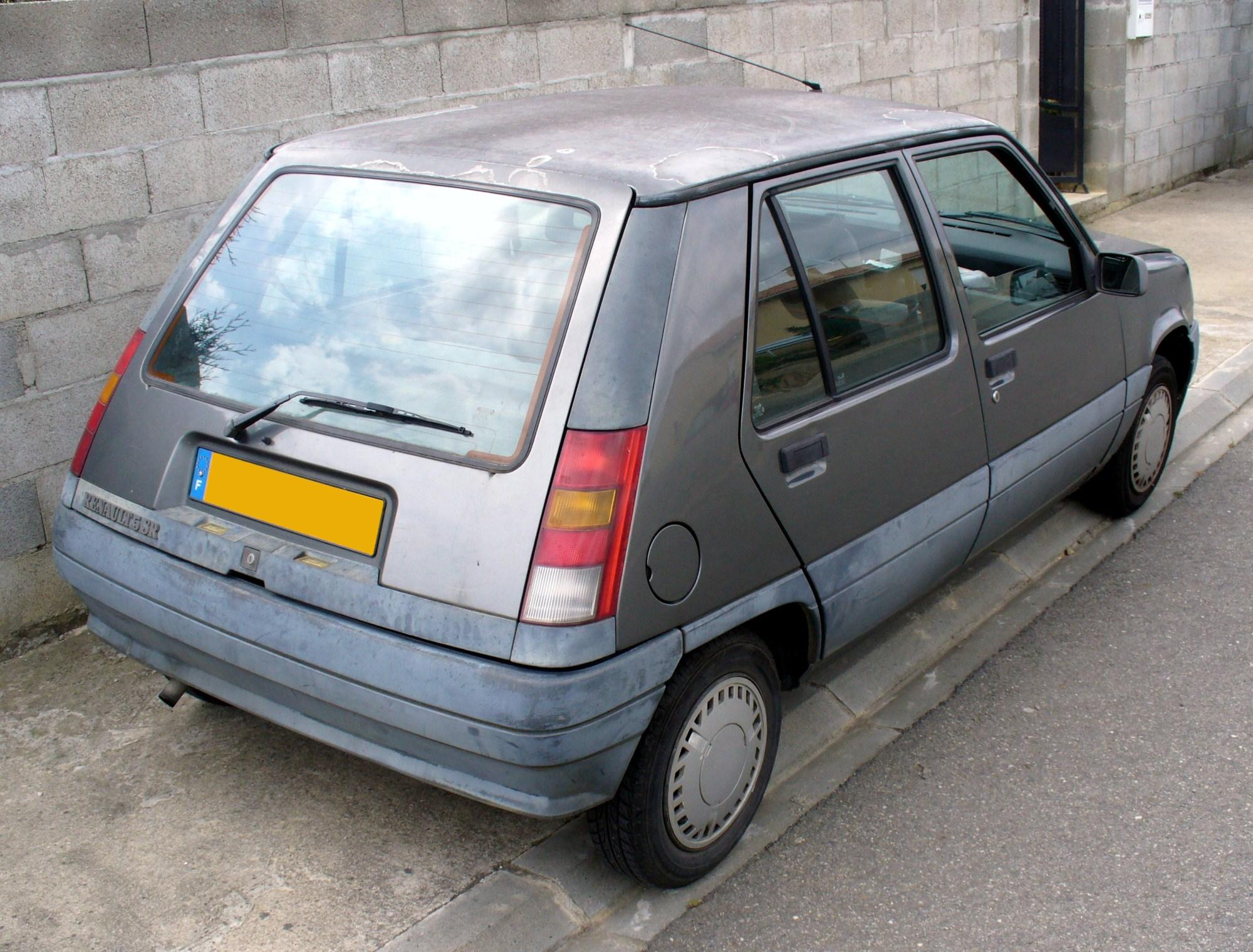
Wersja 5-drzwiowa

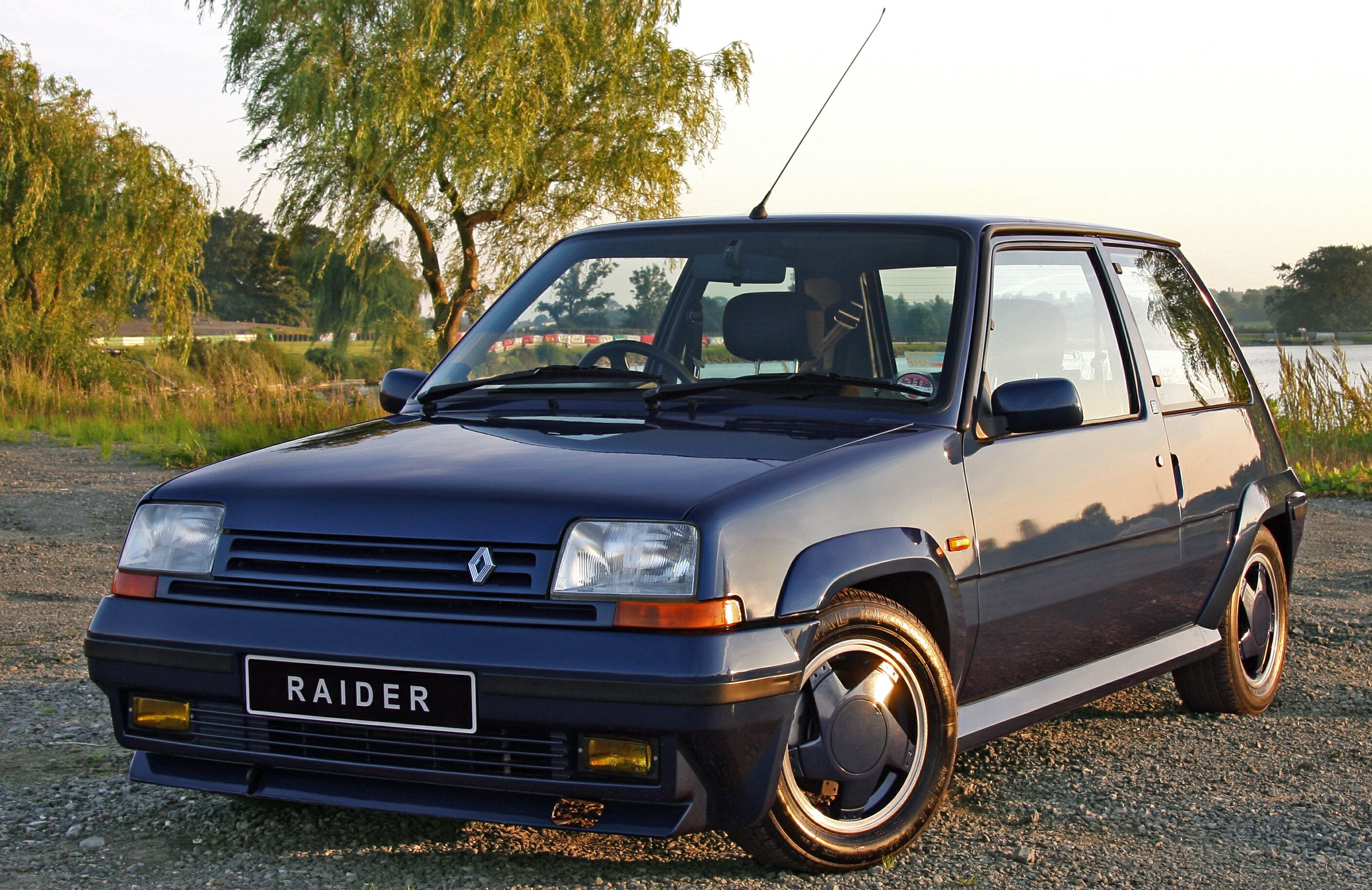
Renault 5 GT Turbo Raider

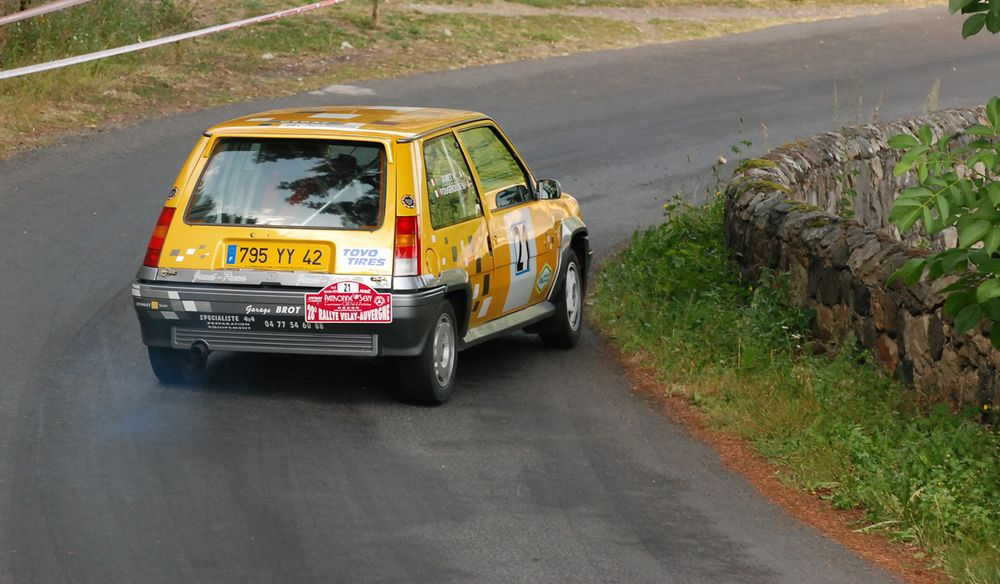
Renault 5 GT Turbo (2010)

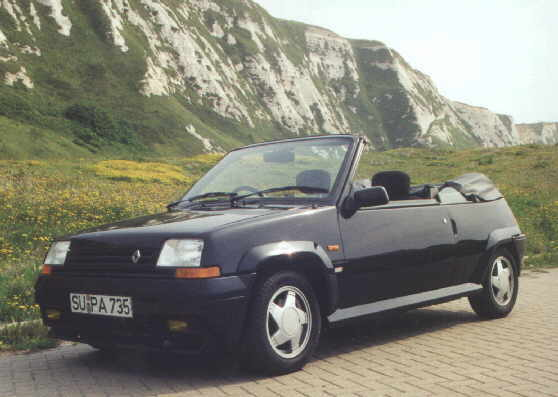
GT Turbo EBS cabrio

Druga generacja Renault 5, nazywana często Supercinq lub Superfive, pojawiła się na rynku w 1983 roku (wersja RHD w 1985). Konstrukcja podwozia oraz nadwozia była zupełnie nowa (pojazd bazował na rozwiązaniach z Renault 9/11), za wygląd odpowiedzialny był Marcello Gandini. Samochód był dłuższy i szerszy, o 20% wzrosła powierzchnia przeszklona, zwiększyła się ilość miejsca w kabinie pasażerskiej, zmniejszono do 0,35 współczynnik oporu aerodynamicznego. Dzięki temu w najoszczędniejszych wersjach zużycie paliwa na 100 km przy stałej prędkość 90 km/h wynosiło 4,1 l. Silniki montowane były poprzecznie nad osią przednią, inaczej niż w 1. generacji. Zmieniono także konstrukcję zawieszenia, wykorzystywało ono odtąd kolumny McPhersona. 
W momencie rozpoczęcia sprzedaży oferowane były następujące wersje wyposażenia: TC, TL, GTL, Automatic, TS oraz TSE. Bazowa TC wyposażona była w silnik o pojemności 956 cm³ (moc 42 KM), TL miała większy silnik 1.1 (1108 cm³, 47 KM). Warianty GTL, Automatic, TS i TSE oferowane były z silnikiem 1.4 (1397 cm³ o mocy od 60 [GTL], przez 68 [Automatic] po 72 KM [TS/TSE]). Wersje TC i TL standardowo oferowane były z 4-biegową ręczną skrzynią biegów, GTL, TS oraz TSE natomiast z przekładnią 5-biegową (opcjonalną dla TL). Od 1987 oferowany był silnik F2N 1.7 (wersje GTX, GTE (F3N), Baccara oraz Monaco).
Wolnossący silnik 1.7 z wielopunktowym wtryskiem paliwa zapożyczony z Renault 9/11 był alternatywą dla mocniejszego 1.4 Turbo. W wersji GTE generował on moc 95 KM (70 kW). Wygląd zewnętrzny oraz układ zawieszenia był identyczny jak dla wersji Turbo. Warianty Baccara i GTX także korzystały z silnika 1.7, pierwsza z nich oferowała w standardzie m.in.: skórzane wykończenie wnętrza, wspomaganie kierownicy, elektrycznie sterowane szyby, szyberdach, wyposażenie audio, a opcjonalnie klimatyzację oraz komputer pokładowy. GTX występowała z tym samym wyposażeniem, różnicą było skórzane wykończenie wnętrza (opcjonalne).
W latach 90. model Renault 5 zastąpiło Clio. Produkcję R5 przeniesiono do Revoz w Słowenii. W sprzedaży pozostawiono dwie wersje silnikowe: benzynową 1.4 oraz wysokoprężną 1.6, model oferowany był w zubożonej wersji Campus do 1996 roku, wtedy też zakończono produkcję R5.

### Renault 5 GT Turbo
Usportowioną wersję GT Turbo wprowadzono w roku 1985. Napędzana była przez ośmiozaworowy silnik Cléon 1.4 z turbosprężarką Garrett T2 generujący moc 115 KM (85 kW). Wysoka moc w połączeniu z masą własną wynoszącą 850 kg sprawiała, że pojazd przyspieszał od 0 do 60 mph w 7,5 s. 
W 1987 zaprezentowano odświeżoną wersją Phase II. Turbosprężarka była odtąd chłodzona cieczą, zastosowano także nowy układ zapłonowy. Moc maksymalna wzrosła do 120 KM (88 kW). Zmieniono także zderzaki oraz nakładki progów. Czas przyspieszenia 0–100 km/h wynosił 7,5 s. W 1989 wersja GT Turbo otrzymała nową deskę rozdzielczą, w 1990 wprowadzono limitowaną edycję Raider (metalizowany niebieski lakier, inny wygląd wnętrza, nowe obręcze kół). Produkcję wersji GT Turbo zakończono pod koniec roku 1991.

### EBS cabrio
W 1989 roku belgijska firma EBS rozpoczęła produkcję wersji cabrio modelu 5. Powstało około 1400 egzemplarzy, większość w wersji LHD.

### Dane techniczne
| Wersja                | Silnik:                         | Układ zasilania:   | Moc maksymalna:                     | Maks. moment obrotowy      | 0-100 km/h:        | V-max:             | Śr. zuż. paliwa na 100 km: |
| Silniki benzynowe:    | Silniki benzynowe:              | Silniki benzynowe: | Silniki benzynowe:                  | Silniki benzynowe:         | Silniki benzynowe: | Silniki benzynowe: | Silniki benzynowe:         |
| --------------------- | ------------------------------- | ------------------ | ----------------------------------- | -------------------------- | ------------------ | ------------------ | -------------------------- |
| 1.0 TC                | R4 1,0 l (956 cm³), OHV         | gaźnik             | 42 KM (31 kW) przy 5750 obr./min    | 65 N•m przy 3000 obr./min  | 19,3 s             | 137 km/h           | 6 l                        |
| 1.1 GTL               | R4 1,1 l (1108 cm³), OHV        | gaźnik             | 47 KM (34,5 kW) przy 5250 obr./min  | 80 N•m przy 2500 obr./min  | 16 s               | 143 km/h           | 5,2 l                      |
| 1.4 GTL               | R4 1,4 l (1397 cm³), OHV        | gaźnik             | 60 KM (44 kW) przy 5250 obr./min    | 104 N•m przy 2500 obr./min | 14 s               | 158 km/h           | 5,8 l                      |
| 1.4 Autatic           | R4 1,4 l (1397 cm³), OHV        | gaźnik             | 68 KM (50 kW) przy 5250 obr./min    | 106 N•m przy 3000 obr./min | 16,5 s             | 154 km/h           | 6,8 l                      |
| 1.4 TS                | R4 1,4 l (1397 cm³), OHV        | gaźnik             | 72 KM (53 kW) przy 5500 obr./min    | 106 N•m przy 3500 obr./min | 11,5 s             | 167 km/h           | 5,8 l                      |
| 1.4 GT Turbo          | R4 1,4 l (1397 cm³), OHV, turbo | gaźnik             | 115 KM (84,5 kW) przy 5750 obr./min | 165 N•m przy 3000 obr./min | 8 s                | 201 km/h           | 7,3 l                      |
| 1.4 GT Turbo          | R4 1,4 l (1397 cm³), OHV, turbo | gaźnik             | 120 KM (88 kW) przy 5750 obr./min   | 165 N•m przy 3750 obr./min | ~7,3 s             | 193 km/h           | b.d                        |
| 1.7 GTE               | R4 1,7 l (1721 cm³), SOHC       | wtrysk MPI         | 94 KM (69 kW) przy 5250 obr./min    | 140 N•m przy 3000 obr./min | 9,3 s              | 185 km/h           | 7,9 l                      |
| Silniki wysokoprężne: |                                 |                    |                                     |                            |                    |                    |                            |
| 1.6 GTD               | R4 1,6 l (1596 cm³)             | wtrysk pośredni    | 55 KM (40,5 kW) przy 4800 obr./min  | 102 N•m przy 2250 obr./min | 16,5 s             | 150 km/h           | 5,1 l                      |